# James Yaffe
James Yaffe (Chicago, 31 marzo 1927 – Denver, 4 giugno 2017) è stato uno scrittore, sceneggiatore e insegnante statunitense, autore di una serie di polizieschi in cui il detective è aiutato dalla sua mammina.

## Biografia
James Yaffe, dopo essersi laureato a Yale nel 1948 è stato professore di inglese dal 1968 al 1981 presso il Colorado College. Fin dagli anni giovanili Yaffe si è dedicato alla scrittura di romanzi, racconti, saggistica ed opere teatrali. All'età di quindici anni riesce a far pubblicare un suo racconto poliziesco dalla rivista Ellery Queen's Mystery Magazine, curata da Fredric Dannay (alias Ellery Queen), di cui divenne amico.
James Yaffe nel genere poliziesco ha pubblicato alcuni romanzi e racconti (appartenenti alla serie My Mother, the Detective) che hanno come protagonista mammina, madre del detective David, già ispettore della polizia di New York.

## Opere

### Romanzi
- The Good-for-Nothing, 1953
- What's the Big Hurry?, 1954
- Angry Uncle Dan, 1955
- Nothing But the Night, 1957
- Mister Margolies, 1962
- Nobody Does You Any Favors, 1966
- The Voyage of the Franz Joseph, 1970
- So Sue Me!: The Story of a Community Court, 1972
- Saul and Morris: Worlds Apart, 1982

#### Serie conMammina
- A Nice Murder for Mom, 1988
  - Un bel delitto per mammina, Il Giallo Mondadori n. 2143, 1990
- Mom Meets Her Maker, 1990
  - Mammina e il suo creatore, Il Giallo Mondadori n. 2185, 1990
- Mom Doth Murder Sleep, 1991
  - Un Macbeth per mammina, Il Giallo Mondadori n. 2237, 1991
- Mom Among the Liars, 1992
  - Mammina tra i bugiardi, Il Giallo Mondadori n. 2379, 1994

### Antologie di racconti
- Poor Cousin Evelyn, 1952
- My Mother the Detective, 1997

### Saggistica
- The American Jews, 1968

## Sceneggiature
- The Deadly Game, film-tv, adattamento di un romanzo di Friedrich Dürrenmatt

## Teatro
- This Year's Genie, commedia per bambini, in Eight Plays 2, Londra, 1965
- Ivory Tower, con Jerome Weidman, New York, 1969
- Cliffhanger, New York, 1985